# Gouvernement Houphouët-Boigny V
Pour les articles homonymes, voir Gouvernement Houphouët-Boigny.
Première République
Houphouët-Boigny IV Houphouët-Boigny VI
Le gouvernement Houphouët-Boigny V du 23 septembre 1968 est le cinquième de la Première République. Il est composé de 19 membres, tous membres du PDCI-RDA.

## Composition
- Président de la République : Félix Houphouët-Boigny

### Ministre d'État
- Auguste Denise

### Ministres
- Garde des Sceaux, ministre de la Justice : Camille Alliali
- Intérieur : Nanlo Bamba
- Affaires étrangères : Arsène Usher Assouan
- Travaux publics et transports : Alcide Kacou
- Forces armées et Service civique : Blé Kouadio M’Bahia
- Éducation nationale : Lambert Amon Tanoh
- Information : Mathieu Ekra
- Affaires économiques et financières : Henri Konan Bédié
- Plan : Mohamed Diawara
- Santé publique et population : N'Dia Koffi Blaise
- Fonction publique : Loua Diomandé
- Travail et Affaires sociales : Lancina Koné
- Production animale : Alexis Thierry Lebbé
- Postes et télécommunications : Souleymane Cissoko
- Agriculture : Abdoulaye Sawadogo

### Délégués
- Délégué à la Construction et à l’Urbanisme : Michel Kouassi Goly
- Délégué à la Jeunesse, à l’Éducation population et aux Sports : Alphonse Bissouma Tapé

## Source
- (fr) 5e gouvernement de Côte d'Ivoire  Document officiel, pdf sur gouv.ci